# Напад сарином у токијском метроу
Напад сарином у токијском метроу је био терористички напад који се десио у метроу у Токију 20. марта 1995. године од стране организације Аум Синрикју. У пет координисаних напада, починиоци су пустили сарин на три линије токијског метроа током шпица, убивши 14 људи, тешко ранивши 50 и узрокујући привремене проблеме са видом за скоро 1.000 других. Напад је био усмерен на возове који пролазе кроз Касумигасеки и Нагатачо, где је седиште јапанског парламента у Токију.
Организација, коју предводи Шоко Асахара, већ је извела неколико атентата и терористичких напада употребом сарина, укључујући напад сарином у Мацумотоу девет месеци раније. Такође су произвели неколико других нервних агенаса, укључујући VX, и покушали да произведу ботулински токсин и извршили неколико неуспешних аката биотероризма. Асахара је био обавештен о полицијској рацији заказаној за 22. март и планирао је напад на метро у Токију како би ометао полицијску истрагу о култу и можда покренуо апокалипсу у коју су веровали. Вођа је такође желео да започне Трећи светски рат.
У рацији након напада, полиција је ухапсила многе старије чланове култа. Полицијске активности су настављене током целог лета, а ухапшено је преко 200 припадника, укључујући Асахару. Тринаест виших руководилаца организације, укључујући самог Асахару, осуђено је на смрт и касније погубљено; многи други су добили доживотне затворске казне. Напад остаје најсмртоноснији терористички инцидент у Јапану према савременим стандардима.

## Позадина напада
Ову организацију је основао фармацеут Чизуо Мацумото 1984. године као покрет јоге и медитације, првобитно познат као Оуму Шинсен но Каи (オウム神仙の会, „Друштво пустињака у планини Аум“). Група је веровала у доктрину која се врти око синкретичке мешавине индијског и тибетанског будизма, као и хришћанских и хиндуистичких веровања, посебно у вези са хиндуистичким богом Шивом. Они су веровали да је Армагедон неизбежан у облику глобалног рата који укључује Сједињене Државе и Јапан; да су нечланови осуђени на вечни пакао, али да би могли да буду спасени ако их убију чланови култа; и да ће само припадници култа преживети апокалипсу, и да ће потом изградити Краљевство Шамбалу. Године 1987. група је ребрендирала и основала филијалу у Њујорку; следеће године отворио је седиште у Фуџиномији. Отприлике у то време, ментално здравље Шоко Асахаре се погоршало – развио је анксиозност и изражавао је самоубилачке ставове.
У августу 1989. године, група је добила статус званичне верске корпорације од стране метрополитанске владе Токија, дајући јој привилегије као што су пореске олакшице и слобода од надзора владе. Ово признање је изазвало драматичан раст, укључујући повећање нето вредности са мање од 430 милиона јена на преко 100 милијарди јена (отприлике 5,6 милиона долара до 1,1 милијарде долара у доларима 2017. године) у наредних шест година, као и повећање чланства са око 20 чланова на око 20.000 до 1992. године.
Драстично растућа популарност групе такође је довела до пораста насилног понашања њених чланова. У години која је претходила њеном признању од стране владе у Токију, члан култа – Терајиуки Мајима – случајно се удавио током ритуала; његово тело је кремирано, а преостале кости уситњене и разбацане по оближњем језеру. Мајиминог пријатеља – члана групе – убили су чланови који су деловали по Асахарином наређењу, након што се разочарао и покушао да оде.
Три месеца након признања, шест чланова организације је било умешано у убиство адвоката Цуцуми Сакамотоа, који је радио на групној тужби против култа, као и његове супруге и једногодишњег сина. Асахара је раније унапредио концепт 'поа': доктрину која је тврдила да не само да су људи са лошом кармом осуђени на вечност у паклу (осим ако нису 'прерођени' кроз интервенцију 'просветљених људи'), већ и да је то прихватљиво да убије оне који су у опасности од лоше карме како би их спасили из пакла.
Асахара је искусио илузије мегаломаније још 1985. – док је медитирао, он тврди да му је откривен бог Шива и да га је именовао 'Абиракетсу но Микото' ('Бог светлости који води војске богова') , који је требало да изгради Краљевство Шамбалу, утопијско друштво састављено од оних који су развили 'психичке моћи'.
Године 1990, Асахара је најавио да ће група кандидовати 25 кандидата на изборима те године за Народни парламент, под заставом Шинрито (真理党, "Странка истине"). Упркос томе што су показали поверење у своју способност да добију места, странка је добила само 1.783 гласа; неуспех да се легитимно постигне власт, за који Асахара окривљује спољну заверу коју пропагирају "слободни зидари и Јевреји", натерао га је да нареди култу да производи ботулинум и фосген како би збацио јапанску владу. Како су се чланови разочарали у организацију (након контакта са спољним светом током предизборне кампање) и пребегли, међу преосталим члановима је прихваћен став да „непросветљени“ не заслужују спас.
Покушаји стварања залиха ботулинум токсина показали су се неуспешним. Сеијичи Ендо – један од чланова задужен за набавку ботулинум токсина – сакупио је узорке тла из реке Ишикари и покушао да произведе токсин користећи три ферментора капацитета 10.000 литара. Укупно је произведено око 50 серија од 9.000 литара сирове течности – међутим, култ није покушао да пречисти бујон (који би се углавном састојао од медија за узгој бактерија; један члан је чак упао у један од ферментора и умало се утопио, али иначе није претрпео никакве лоше последице). Истовремено, Асахара је најавио да надолазећи апокалиптични рат не може да спасе људе ван култа, и да би чланови требало да присуствују тродневном семинару у Ишигакиџими како би потражили уточиште. Напади токсином нису изазвали никакве лоше последице међу становништвом, али је семинару присуствовало 1270 људи, од којих су многи постали побожни монаси.
Након уништавања илегалних залиха оружја, култ се ослањао на 'мејнстрим' методе да привуче друге чланове - то је укључивало честа телевизијска појављивања Асахаре, као и постављање радио станице у Русији у априлу 1992. Међутим, од краја 1992. Асахарино ментално здравље се даље погоршавало – његова самоубилачка осећања су се интензивирала, почео је да се жали на халуцинације и параноју и повукао се из јавних наступа (осим на радију), тврдећи да га друштво спречава од испуњења своје судбине као Христа. Истовремена замена раније претежно женске групе врхунских саветника агресивнијом мушком групом довела је до постепеног поновног покретања насилне кампање за преузимање власти. У неком тренутку 1992. Асахара је објавио Декларацију себе за Христа, у којој се поистоветио са „Јагњетом Божијим“.
Он је изложио пророчанство о судњем дану, које је укључивало Трећи светски рат, и описао коначни сукоб који је кулминирао нуклеарним Армагедоном, позајмивши термин из Књиге Откривења 16:16. Његова наводна мисија је била да преузме на себе грехе света, и тврдио је да може да пренесе на своје следбенике духовну моћ и да им одузме грехе. Асахара је тврдио да је свуда могао да види мрачне завере које објављују Јевреји, масони, Холанђани, британска краљевска породица и ривалске јапанске религије.
Председник железаре Окамура, индустријске фабрике која се суочава са проблемима дуга, био је члан култа који се консултовао са Асахаром о стратегији преузимања. У септембру 1992. Асахара је постављен за председника железаре, што је довело до отпуштања или напуштања 90% особља због отимања фабрике. Ови радници су замењени другим члановима групе. Током 1993. године, култ је прокријумчарио пушке АК-74 и метке калибра 5,45 милиметара и почео да прави прототипове пушака на основу дизајна АК-74.
Организација није покушала да пречисти настали производ, који је подсећао на смеђу кашу непријатног мириса кад је у питању отров који су хтели да користе. Даљи неуспели напади на цивиле покушани су 1993. и 1994. коришћењем ботулина – прво коришћењем домаће прскалице постављене на аутомобил, а затим мешањем са соком – али ниједан није имао ефекта. Пет дана пре напада сарином на метро у Токију, ботулинум је распршен у неуспелом нападу на станицу Касумигасеки – члан дисидента је заменио активно једињење водом, али култ није успео да набави активни сој ботулинум.
Цучија је основао малу лабораторију у њиховом комплексу Камикуишики у новембру 1992. Након почетног истраживања (урађеног на Универзитету Цукуба, где је претходно студирао хемију), предложио је Хидеу Мураију – вишем саветнику организације који му је дао задатак да истражује хемијско оружје у новембра 1992, из страха да ће култ ускоро бити нападнут – да би најисплативија супстанца за синтезу била сарин. Касније му је наређено да произведе малу количину – у року од месец дана неопходна је опрема наручена и инсталирана, а произведено је 10–20 грама сарина синтетичким поступцима изведеним из ДХМП процеса у пет корака. како је првобитно описао ИГ Фарбен 1938. и како су га користили Савезници после Другог светског рата.
Након што је ова мала количина произведена, Мураиј је наредио Цучији да произведе око 70 тона отрова – када је овај протестовао, напомињући да овај ниво скалирања није изводљив у истраживачкој лабораторији, наређено је да се изгради хемијско постројење поред биолошког производни погон у округу Фујигамине у Камикуишикију, који ће бити означен са Сатијан-7 („Истина“). Специјализована опрема и значајне хемикалије потребне за функционисање постројења купљене су од фиктивних компанија под Хасегава Кемикал, хемијском компанијом која је већ у власништву организације Аума. Истовремено, у септембру 1993, Асахара и још 24 члана култа отпутовали су из Токија у Перт, Аустралија, доносећи генераторе, алате, заштитну опрему (укључујући гас маске и респираторе) и хемикалије за прављење сарина. Након откупа хемикалија које је запленила царина, група је изнајмила авионе од Перта до станице Бањаварн, где су тражили налазишта уранијума да би направили нуклеарно оружје и можда тестирали ефикасност синтетичког сарина на животињама. Они су остали у Аустралији осам дана и покушали су да се врате у октобру исте године, али им је одбијена визе – станица Бањаварн ће бити продата годину дана касније.
Постројење Сатијан-7 је проглашено спремним за усељење до септембра 1993. са капацитетом за производњу око 40–50 литара сарина, опремљено је боцама за мешање капацитета 30 литара унутар заштитних хауби и на крају запошљава 100 чланова организације; УН ће касније проценити вредност зграде и њеног садржаја на 30 милиона долара.
Упркос безбедносним карактеристикама и често најсавременијој опреми и пракси, функционисање објекта је било веома несигурно – један аналитичар би касније описао култ као „висок степен учења из књига, али практично ништа кад је у питању техничка вештина.“
Када је у објекту дошло до цурења, коришћене су канте за задржавање изливања; неколико техничара је у више наврата удисало испарења, развијајући 'симптоме у распону од крварења из носа до конвулзија' а токсичне хемикалије су цуриле са места и у тло. Грађани су се неколико пута жалили на непријатне мирисе, а култ тврди да је америчка војска напала комплекс отровним гасом. Несрећа у фабрици у новембру 1994. године би на крају довела до обуставе производње хемијских агенаса.
До децембра, Цучиија је акумулирао укупно око 3 килограма сарина – од тога су средином 1994. извршена два одвојена покушаја убиства Даисакуа Икеда, вођу Сока Гакаји (супарничког јапанског религиозног покрета). Први напад укључивао је камион са системом за прскање, као што је раније коришћен – систем за распршивање се покварио, прскајући сарин у сам камион, и благо тровање оператера. У другом нападу је коришћен камион модификован тако да укључује систем за испаравање заснован на загревању сарина преко ватре на гасном шпорету; упркос претходним упозорењима члана култа Казујошија Такизаве, камион се запалио током ширења, озбиљно отровајући возача Томомитсу Нијими и натеравши Нијиму и Мураија – оператере – да побегну. Нијими је примио инјекцију атропина и пралидоксим јода, спасивши му живот.
Упркос неуспеху напада, чланови Аума су били уверени у ефикасност сарина, што је навело Асахару да именује Такизаву за задуженог за операције Сатијан-7; Цучијиа је распоређен на неколико других пројеката и наставио је са производњом неколико психоактивних средстава – ЛСД, ПЦП, метамфетамин, мескалин и фенобарбитал који ће се користити у култним активностима и испирању мозга; такође би производио мале количине фосгена, VX, сомана, циклосарина и барута. Ова једињења би се користила у неколико напада и покушаја атентата. Напада у Токију је било 6, у Мацумоту, Јокохами и Осаки је био по један напад.

## Напад
У понедељак, 20. марта 1995. године, пет чланова организације је покренуло хемијски напад на токијски метро (на линијама које су део данашњег Токијског метроа), једног од најпрометнијих система приградског превоза на свету, на врхунцу јутарњег шпица. Коришћени хемијски агенс, течни сарин, налазио се у пластичним кесама које је сваки тим затим умотао у новине. Сваки починилац је носио два пакета од приближно 0,9 литара сарина, осим Јасуа Хајашија, који је носио три кесе од приближно 1,3 литара  сарина. Аум је првобитно планирао да шири сарин као аеросол, али није то урадио. Сарин има ЛД50 од 550 микрограма по килограму (0,0039 гр/лб), што одговара 38,5 милиграма (0,594 гр) за човека од 70 килограма (150 лб); међутим, проблеми дисперзије су драматично смањили његову ефикасност.
Носећи пакете сарина и кишобране са наоштреним врховима, починиоци су се укрцали у возове. На унапред договореним станицама, пакетићи сарина су испуштени и неколико пута избушени оштрим врхом кишобрана. Сваки починилац је потом изашао из воза и изашао са станице да би се састао са својим саучесником са аутомобилом. Остављање пробушених пакета на поду омогућило је да сарин исцури у вагон и станице. Овај сарин је утицао на путнике, раднике метроа и оне који су са њима долазили у контакт. Сарин је најиспарљивији од нервних агенаса, што значи да може брзо и лако да испари из течности у пару и прошири се у околину. Људи могу бити изложени пари чак и ако не дођу у контакт са течним обликом сарина. Пошто тако брзо испарава, сарин представља непосредну, али краткотрајну претњу.

### Линија Чијода
Тим Икуо Хајаши и Томомицу Нијими је добио задатак да испусти и пробије два пакета сарина на линији Чијода. Хајаши је био починилац, а Нијими је био његов возач за бекство. На путу до станице Сендаги, Нијими је купио новине да умота пакете сарина.
Носећи хируршку маску коју Јапанци обично носе током сезоне прехладе и грипа, Хајаши се укрцао у први вагон воза А725К на линији Чијода у 07:48 на југозападу. Док се воз приближавао станици Шин-Очаномизу, централном пословном округу у Чијоди, он је пробушио једну од своје две вреће сарина, остављајући другу нетакнуту, и изашао из воза у Шин-Очаномизу.
Воз је наставио низ линију док је пробушена врећа сарина цурила све до 4 станице касније на станици Касумигасеки. Тамо су кесе уклонили и на крају одложили службеници станице, од којих су двоје умрли. Воз је наставио даље до следеће станице где је потпуно заустављен, евакуисан и очишћен.

### Линија Огикубо-Маруноучи
Двојица мушкараца, Кеничи Хиросе и Коичи Китамура, добили су задатак да носе два пакета сарина на западној линији Маруноучи која је намењена станици Огикубо. Пар је напустио штаб Аума у Шибуји у 6:00 ујутро и одвезао се до станице Јоцуја. Тамо се Хиросе укрцао у воз на линији Маруноучи на западу, затим прешао на север на станици Шинђуку и изашао на станици Икебукуро. Затим је купио спортски таблоид да умота пакете сарина и укрцао се у други вагон Маруноучи воза А777.
Док се спремао да пусти сарин, Хиросе је веровао да је гласна бука коју су изазвали пакетићи умотани у новине привукла пажњу једне ученице. Да би избегао даљу сумњу, изашао је из воза на станици Мјогадани или Коракуен и преселио се у трећи вагон уместо у други.
Док се воз приближавао станици Очаномизу, Хиросе је спустио новине на под, поновио мантру и пробушио оба пакетића сарина толиком снагом да је савио врх свог наоштреног кишобрана. Оба пакета су успешно разбијена и свих 900 милилитара сарина је пуштено на под воза. Хиросе је затим отишао из воза у Очаномизу и отишао преко Китамуриног аутомобила који је чекао испред станице. Хиросово неспретно ослобађање сарина довело је до тога да се случајно отровао, али је успео да примени противотров који се налазио у Китамурином аутомобилу.

### Линија Икебукуро
Масато Јокојама и његов возач Кијотака Тонозаки добили су задатак да испусте сарин на линији Маруноучи која је повезана са Икебукуро. На путу до станице Шинђуку, Тонозаки је стао да дозволи Јокојами да купи примерак новина и да умота два пакета сарина. Када су стигли на станицу, Јокојама је ставио перику и лажне наочаре и укрцао се у пети вагон воза Б801 на линији Маруноучи у 07:39 на линији Икебукуро. Како се воз приближавао станици Јоцуја, Јокојама је почео да боцка пакете сарина. Када је воз стигао до следеће станице, побегао је са места догађаја са Тонозакијем, остављајући пакете сарина у вагону. Пакети нису у потпуности пробушени. Током његовог пада, Јокојама је оставио један пакет потпуно нетакнут, док је други пакет пробушен само једном (и са малом рупом), што је резултирало релативно спором ослобађањем сарина.
Воз је стигао до краја пруге, Икебукуро, у 8:30 ујутро, одакле би кренуо назад у супротном смеру. Пре него што је кренуо, воз је евакуисан и претражен, али трагачи нису успели да открију пакете сарина. Воз је кренуо са станице Икебукуро у 8:32 ујутро као А801 за Шинџуку. Путницима је убрзо позлило и упозорили су службенике станице на новине натопљене сарином на станици Коракуен. Једну станицу касније, у Хонго-санчомеу, особље је уклонило пакете сарина и обрисало под, али је воз наставио пут ка Шинџукуу. Након доласка у 9:09 ујутру, воз је поново почео да се враћа у Икебукуро као Б901. Воз је коначно стављен ван саобраћаја на станици Кокаи-гијидо-мае у Чијоди у 9:27 ујутро, сат и четрдесет минута након што је Јокојама пробушио пакетић сарина. У нападу није било мртвих, али је преко 200 људи остало у тешком стању.

### Линија Хибија
Тору Тојода и његов возач Кацуја Такахаши добили су задатак да испусте сарин на североисточној линији Хибија.
Пар, са Такахашијем који је возио, напустио је седиште Аума у Шибуји у 6:30 ујутро. Након што је купио новине и умотао своја два пакета сарина, Тојода је стигао на станицу Нака-Мегуро где се укрцао у први вагон воза на линији Хибија у 07:59 на североистоку број Б711Т. Седећи близу врата, спустио је пакете сарина на под. Када је воз стигао на следећу станицу, Ебису, Тојода је пробушио оба пакета и изашао из воза. Био је у возу укупно два минута, што је далеко најбржи пад сарина од пет напада тог дана.
Две станице касније, на станици Ропонги, путници у првом вагону воза почели су да осете дејство сарина и почели да отварају прозоре. До станице Камијачо, следеће станице, путници су почели да паниче. Први вагон је евакуисан, а неколико путника је одмах пребачено у болницу. Ипак, са првим празним вагоном, воз је наставио низ линију још једну станицу док није потпуно евакуисан на станици Касумигасеки. У овом нападу једна особа је погинула, а 532 су тешко повређене.
Јасуо Хајаши и Шигео Сугимото су били тим који је добио задатак да испусти сарин на југозападној линији Хибија која полази са станице Кита-Сењу за станицу Нака-Мегуро. За разлику од осталих нападача, Хајаши је у воз унео три пакета сарина уместо два. Пре напада, Хајаши је тражио да понесе и лош пакет заостатака поред друга два у очигледном покушају да ублажи сумње и докаже своју лојалност групи.
Након што га је Сугимото отпратио до станице Уено, Хајаши се укрцао у трећи вагон воза А720С на линији Хибија у 07:43 на југозападу и испустио своје пакете сарина на под. Две станице касније, на станици Акихабара, пробушио је два од три пакета, напустио воз и вратио се у седиште Аума са Сугимотом до 8:30 ујутро. Хајаши је направио највише убода од свих починилаца. До следеће станице, путници у трећем вагону почели су да осећају дејство сарина. Приметивши велики, течношћу натопљен пакет на поду и претпоставивши да је кривац, један путник је избацио пакете сарина из воза на перон метро станице Коденмачо. Од тога су четири особе у станици умрле.
Локва сарина остала је на поду путничког вагона док је воз настављао до следеће станице. У 8:10 ујутро, након што је воз изашао са станице Хачобори, путник у трећем вагону је притиснуо дугме за хитно заустављање. Воз је у то време био у тунелу и био је приморан да настави до станице Цукиџи, где су путници излетели и срушили се на перон станице, а воз је повучен из саобраћаја.
Првобитно се веровало да је напад био експлозија и због тога је у медијским извештајима означен као такав. На крају су службеници станице схватили да напад није био експлозија, већ хемијски напад. У 8:35 ујутру, линија Хибија је потпуно затворена и сви путници су евакуисани. Између пет станица погођених овим нападом, 10 људи је погинуло, а 275 је тешко повређено.

## Последице
Након напада, јапанска полиција је извршила рацију у објектима организације и ухапсила чланове. Полиција је упала у седиште култа у Токију 16. маја 1995. Због страха да би наоружани чланови култа могли да се одупру рацији, 1. ваздушно-десантна бригада Јапанских копнених самоодбрамбених снага била је стационирана у близини како би пружила подршку ако је потребно.
На дан напада кола хитне помоћи превезла су 688 пацијената, а близу пет хиљада људи је другим путем стигло до болница. Укупно, 278 болница примило је 5.510 пацијената – од којих је 17 било критично, 37 тешко, а 984 пацијента са проблемима са видом.
Категоризација је била да је умерени повређени имао само миозу (прекомерно сужење зенице), тешки повређени је био кратак дах или је имао трзаје мишића или гастроинтестиналне проблеме, као и миозу, а тешки или критични повређени захтевао је негу у јединици интензивне неге. Сведоци су рекли да су улази у метро личили на бојна поља. Неколико оних који су погођени сарином отишли су на посао упркос својим симптомима, не схватајући да су били изложени сарину. Већина жртава је затражила медицинску помоћ јер су се симптоми погоршали и када су сазнали за стварне околности напада путем вести.
До средине поподнева, лакше погођене жртве опоравиле су се од проблема са видом и пуштене су из болнице. Већина преосталих пацијената је било довољно добро да иду кући следећег дана, а у року од недељу дана само неколико критичних пацијената остало је у болници. Број мртвих на дан напада био је осам, а још четири су касније умрле. Болнице су тек након два сата сазнале да је сарин био укључен, а затим су почеле давати 2-ПАМ и атропин.